# Боббі Нобл
Роберт Нобл (англ. Robert Noble; 18 грудня 1945, Стокпорт — 22 серпня 2023), більш відомий як Боббі Нобл (англ. Bobby Noble) — англійський футболіст, який виступав на позиції захисника. Чемпіон Англії 1967 року у складі «Манчестер Юнайтед». Рано завершив ігрову кар'єру через травми, отримані в автомобільній аварії.

## Біографія
Боббі народився в Реддіші, Стокпорт. У червні 1961 року перейшов до академії «Манчестер Юнайтед», а в грудні 1962 року підписав з клубом професійний контракт. Разом з Джорджем Бестом він виграв Молодіжний кубок Англії в 1964 році і навіть був капітаном команди, коли вони перемогли у фіналі «Свіндон Таун». Як крайній лівий захисник, він вважався великим талантом.
Дебютував в основному складі «Юнайтед» 9 квітня 1966 року в матчі проти «Лестер Сіті». У сезоні 1966/67 зіграв 29 ігор у чемпіонаті та допоміг «Манчестер Юнайтед» здобути чемпіонський титул.
Свій останній матч у професійній кар'єрі провів 22 квітня 1967 року, зігравши на виїзді проти «Сандерленда». Незабаром після цього він потрапив до автокатастрофи та отримав серйозні травми. Він довгий час намагався відновитися і повернутися до гри, але це не увінчалося успіхом, і в 1970 році Боббі вирішив завершити кар'єру.
Роберт Нобл помер у серпні 2023 року у віці 77 років.

## Статистика виступів
| Клуб              | Сезон             | Ліга | Ліга | Кубок Англії | Кубок Англії | Разом | Разом |
| Клуб              | Сезон             | Ігри | Голи | Ігри         | Голи         | Ігри  | Голи  |
| ----------------- | ----------------- | ---- | ---- | ------------ | ------------ | ----- | ----- |
| Манчестер Юнайтед | 1965/66           | 2    | 0    | 0            | 0            | 2     | 0     |
| Манчестер Юнайтед | 1966/67           | 29   | 0    | 2            | 0            | 31    | 0     |
| Усього за кар'єру | Усього за кар'єру | 31   | 0    | 2            | 0            | 33    | 0     |

## Досягнення
- Чемпіон Англії: 1966/67